# Виставкова вулиця (Київ)
Виставко́ва ву́лиця — вулиця в Голосіївському районі міста Києва, місцевість Голосіїв. Пролягає від Голосіївського проспекту до кінця забудови.
Прилучається вулиця Героїв Оборони.

## Історія
Вулиця виникла в середині XX століття під назвою Нова, з 1957 року — Виставочна, оскільки розташована поблизу колишньої Виставки передового досвіду народного господарства УРСР (тепер — Національний експоцентр України). 1971 року отримала назву вулиця Полковника Потєхіна, на честь полковника Савви Потєхіна (1891–1944), командира 147-ї стрілецької дивізії, учасника оборони Києва 1941 року.
Історичну назву відновлено 9 лютого 2023 року.